# 方枝菝葜
方枝菝葜（学名：Smilax quadrata）为百合科菝葜属下的一个种。

## 扩展阅读
- 維基物種上的相關：方枝菝葜